# سلطان جوهر
سلطان جوهر (انگلیسی: Sultan of Johor) یک جایگاه موروثی و حکمران مستقل و مقتدر ایالت جوهر در کشور مالزی است. در دوران قدیم، سلطان قدرت مطلق را در دست داشت و توسط یک بندهارا به او مشاوره داده می‌شد. در دوران کنونی، وظایف بندهارا را وزیر اعظم جوهر، در سیستم پادشاهی مشروطه از طریق قانون‌اساسی ایالتی جوهر، بر عهده دارد. سلطان نیروی نظامی مستقل مربوط به خود را دارد که تحت عنوان نیروی نظامی سلطنتی جوهر شناخته می‌شود.